# 宮本義己
宮本 義己（みやもと よしみ、1947年 - ）は、日本の日本史学者。

## 来歴
茨城県生まれ。國學院大學大学院日本史学専攻博士課程満期退学。帝京大学講師、埼玉県比企郡鳩山町史編集委員会専門調査員を経て、國學院大學文学部・芝浦工業大学システム工学部講師。
日本中世・近世史を専攻するかたわら、独自の日本医道史の研究を進め、学会誌に多くの論文を発表している。

## 著書
- 『戦国武将の健康法』新人物往来社、1982年。
- 『戦国武将の養生法』新人物往来社〈新人物文庫〉、2010年。
- 『天下とり健康法 史実と医学があかす徳川家康の養生訓』講談社、1982年。
- 『読める年表 4 戦国織豊篇』自由国民社、1982年。
- 『徳川家康の秘密 －最高の経営・管理者と呼ばれた男－』ベストセラーズ〈ワニ文庫〉、1992年。
- 『知られざる「養生日記」－ 歴史が明かす賢人健康秘話!!－』ベストセラーズ〈ワニ文庫〉、1993年。
- 『応仁の乱に生きる』 上・下、日本放送出版協会、1994年。
- 『歴史に学ぶ健康の知恵 心と身体の養生ガイドブック』中央労働災害防止協会、1995年。
- 『歴史をつくった人びとの健康法 生涯現役をつらぬく』中央労働災害防止協会、2002年。
- 『誰も知らなかった江』毎日コミュニケーションズ〈マイコミ新書〉、2010年。

### 共編著・監修
- 『史伝健康長寿の知恵』 全5巻、吉田豊共編纂、第一法規出版、1988-89年。
- 『超歴史ミステリーロマン』 v.1-3、マイクロマガジン社、2007-08年。 - 監修
- 『豊臣秀吉軍団100人の武将』岡田正人共監修〈新人物文庫〉、2009年。
- 『読める年表風雲の戦国乱世 戦国の幕開けから徳川家康の天下平定へ』高野澄,百瀬明治ほか共著 桑田忠親,奈良本辰也,原田伴彦監修、自由国民社、2011年。

## 論文
- 「曲直瀬一渓道三と茶道（一）」『茶道雑誌』35巻8号、1971年。
- 「曲直瀬一渓道三と茶道（二）」『茶道雑誌』35巻9号、1971年。
- 「曲直瀬一渓道三と茶道（三）」『茶道雑誌』35巻10号、1971年。
- 「畠山義綱と医道伝授（一）」『日本医史学雑誌』18巻4号、1972年。
- 「畠山義綱と医道伝授（二）」『日本医史学雑誌』19巻1号、1973年。
- 「稲葉一鉄の医道知識と薬方相伝」『國學院大學大學院紀要』5輯、1973年。
- 「足利将軍義輝の芸・雲和平調停―戦国末期に於ける室町幕政―」『國學院大學大學院紀要』6輯、1974年。
- 「足利将軍義輝の芸・豊和平調停（上）」『政治経済史学』102号、1974年。
- 「足利将軍義輝の芸・豊和平調停（下）」『政治経済史学』103号、1974年。
- 「武家女性の資産相続―毛利氏領国の場合―」『國學院雑誌』76巻7号、1975年。
- 「曲直瀬一渓道三と足利義輝」『日本歴史』350号、1977年。
- 「曲直瀬道三著述の茶書－『数奇道次第』第三巻について－（一）」『茶道雑誌』41巻12号、1977年。
- 「曲直瀬道三著述の茶書－『数奇道次第』第三巻について－（二）」『茶道雑誌』42巻2号、1978年。
- 「曲直瀬道三著述の茶書－『数奇道次第』第三巻について－（三）」『茶道雑誌』42巻7号、1978年。
- 「曲直瀬道三著述の茶書－『数奇道次第』第三巻について－（四）」『茶道雑誌』45巻3号、1981年。
- 「戦国大名毛利氏の和平政策―芸・雲和平の成立をめぐって―」『日本歴史』367号、1978年。
- 「美濃三人衆の去就―織田信長の美濃経略―」『歴史手帳』6巻1号、1978年。
- 「曲直瀬道三と数奇大名毛利輝元の交友」『淡交』385号、1979年。
- 「戦国大名斎藤氏と茶の湯―稲葉良通相伝の珠光流不住庵梅雪茶書―」『茶湯』15号、1979年。
- 「中世後期乃至近世初期 日本医学史の特質I－道三流医術における神麹の薬方応用例－」『國學院雑誌』81巻4号、1980年。
- 「近世初期の名医 曲直瀬道三の人物と業績」『医学選枠』28号、1981年。
- 「豊臣政権の医療体制－施薬院全宗の医学行跡を中心として－」『帝京史学』2号、1986年。
- 「豊臣政権の番医―秀次事件における番医の連座とその動向―」『国史学』133号、1987年。
- 「豊臣政権における太閤と関白―豊臣秀次事件の真因をめぐって―」『國學院雑誌』89巻11号、1988年。
- 「春日の局―大奥の権化となった家光の乳母―」『別冊歴史読本』13巻16号、1988年。
- 「賤ヶ岳一騎駆け」『歴史読本』35巻3号、1990年。
- 「徳川家康公の再評価」『大日光』64号、1992年。
- 「戦国大名についての一考察」『歴史読本』37巻10号、1992年。
- 「戦国期毛利氏領国における医療体制刷新の実相―曲直瀬道三の医療教導と元就の医道伝授―」『帝京史学』8号、1993年。
- 「戦国期における毛利氏領国の医療と医術」『戦国織豊期の政治と文化』米原正義先生古稀記念論文集刊行会 編、続群書類従完成会、1993年。
- 「家康が与えた子供たちへの手紙」『歴史読本』38巻19号、1993年。
- 「三道併進策による毛利家の「上洛作戦」」『歴史読本』39巻9号、1994年。
- 「羽柴秀吉 幻の密書」『歴史読本』39巻11号、1994年。
- 「足利義昭黒幕説を検証する」『別冊歴史読本』19巻25号、1994年。
- 「戦国武将に影武者は本当にいたか?」『別冊歴史読本』19巻36号、1994年。
- 「徳川家康公と医学」『大日光』66号、1995年。
- 「室町幕府と琉球使節－琉球船貢物点検問題の実相とその意義－」『南島史学』45号、1995年。
- 「豊臣政権下における家康の危機」『大日光』67号、1996年。
- 「豊臣秀吉「天下取り」の証明 情報戦」『歴史読本』41巻1号、1996年。
- 「豊臣家崩壊への道」『歴史読本』41巻15号、1996年。
- 「徳川家康の危機管理」『大日光』68号、1997年。
- 「「戦国「名将夫婦」を語る10通の手紙」『歴史読本』42巻10号、1997年。
- 「“直江状”の信憑性」『歴史読本』43巻8号、1998年。
- 「近世後期高野倉村の階層構成とその特質－石高帳の分析を通して－」『鳩山町史編さん調査報告書第1集 高野倉－歴史と史料－』鳩山町史編集委員会 編、1999年。
- 「豊臣秀頼はなぜ出陣しなかったのか?」『歴史読本』44巻8号、1999年。
- 「家康と秀吉―内府“律義”の真相―」『大日光』69号、1999年。
- 「徳川家康の人情と決断―三成“隠匿″の顚末とその意義―」『大日光』70号、2000年。
- 「近世村落社会における修験同行の存在形態」『鳩山町史研究』2号、2000年。
- 「史料紹介＆ドキュメント「霜女覚書」が語るガラシァの最後」『歴史読本』45巻12号、2000年。
- 「「三刀谷田辺記」が語る田辺城の60日」『歴史読本』45巻12号、2000年。
- 「松平元康＜徳川家康＞の器量と存在感」『大日光』71号、2001年。
- 「戦国女性の新常識」『歴史読本』46巻4号、2001年。
- 「豊臣家・徳川家の実力」『歴史読本』47巻7号、2002年。
- 「松平元康＜徳川家康＞の早道馬献納―学説とその典拠の批判を通して―」『大日光』73号、2003年。
- 「室町幕府の対明断交と日琉貿易―続添鴻宝秘要抄を通して―」『南島史学』62号、2003年。
- 「徳川家康の豊臣政権運営―「秀吉遺言覚書」体制の分析を通して―」『大日光』74号、2004年。
- 「内府（家康）の公儀掌握と関ヶ原合戦」『大日光』76号、2006年。
- 「松平家の「記録」を読む」『歴史読本』51巻1号、2006年。
- 「曲直瀬道三の「当流医学」相伝」『戦国織豊期の社会と儀礼』二木謙一 編、吉川弘文館、2006年。
- 「「当流医学」源流考―導道・三喜・三帰論の再検討―」『史潮』59号、2006年。
- 「信玄と五人の宿敵」『別冊歴史読本』31巻21号、2006年。
- 「三河三奉行の実像に迫る」『歴史読本』52巻3号、2007年。
- 「小塚原で腑分けを見る杉田玄白の一日」『別冊歴史読本』33巻2号、2008年。
- 「家康の統治権を無視した三成のクーデター」『新・歴史群像シリーズ』12号、2008年。
- 「全国に鉢植えされた「松」」『新・歴史群像シリーズ』12号、2008年。
- 「内府（家康）東征の真相と直江状」『大日光』78号、2008年。
- 「2代徳川秀忠 正室 お江与」『歴史読本』53巻7号、2008年。
- 「天下人から見た上杉景勝と直江兼続」『別冊歴史読本』33巻34号、2008年。
- 「「直江状」をめぐる虚実」『別冊歴史読本』33巻34号、2008年。
- 「兼続は上杉家臣団をどう作り変えたか」『新・歴史群像シリーズ』17号、2008年。
- 「秀吉・家康による二度の転封の真意」『新・歴史群像シリーズ』17号、2008年。
- 「直江状」『直江兼続の新研究』花ヶ前盛明監修、宮帯出版社、2009年。
- 「輝元と安国寺恵瓊」『歴史読本』55巻2号、2010年。
- 「直江状研究諸説の修正と新知見」『大日光』82号、2012年。
- 「徳川家康と本草学」『徳川家康―その政治と文化・芸能―』笠谷和比古 編、宮帯出版社、2016年。
- 「知られざる戦国武将の「健康術と医療」」『歴史人』8巻9号、2017年。
- 「養生の要諦三ヵ条」『歴史研究』666号、2018年。

## 解読
- 各務文献著・解読者宮本義己『解読  整骨新書』（日本柔道整復師会、2019年）
- 高志鳳翼著・解読者宮本義己『解読  骨継療治重宝記』（日本柔道整復師会、2019年）
- 二宮彦可著・解読者宮本義己『解読  正骨範』（日本柔道整復師会、2019年）

## 書評
- 「宇田川武久著『鉄炮伝来』」『國學院雑誌』1990年。
- 「米原正義著『天下一名人 千利休』」『國學院雑誌』95巻1号、1994年。
- 「矢部健太郎著『関白秀次の切腹』」『國學院雑誌』118巻5号、2017年。

## 座談会
- 「座談会・桑田忠親先生の人と学問、出演者：田中仙翁・宮本義己・米原正義、司会者：二木謙一」『國學院雑誌』90巻1号、1989年。